# Deveti val
Deveti val je ulje na platnu ruskog romantističkog slikara Ivana Konstantinoviča Ajvazovskog. Riječ je o njegovom najpoznatijem djelu nastalom 1850. godine. Ajvazovski je ruski slikar armenskog podrijetla a upravo su slike mora zauzele više od polovice njegovog ukupnog likovnog stvaralaštva po kojima je najpoznatiji.

## Opis
Deveti val je Ajvazovskovo remek djelo i čini se da označava prijelaz između fantastičnih boja njegovih ranijih slika i vizija srebrenkastih morskih pejzaža u kasnijim godinama. Ova slika se često naziva "najljepšom slikom u Rusiji" te se danas nalazi u sankt peterburškom Ruskom državnom muzeju.
Odnos čovjeka i prirode, čovjekova borba protiv prirode i njegova ljubav prema njoj bili su glavna tema Ivana Ajvazovskog. U pejzažu razvija romantičnu notu povezanu s efektima svjetlosti i atmosfere.
Slika Deveti val prikazuje more poslije noćne oluje i grupu nesretnih brodolomaca koji se suočavaju sa smrću i pokušavaju opstati pred nemilosrdnim prijetnjama u obliku morskih valova. Prve zrake sunca osvjetljavaju ogromne valove a najveći od njih, deveti val, izgleda kao da će progutati ljude i ostatke broda. Njihov brod je uništen dok su mnogi njihovi kolege stradali. Preživjeli brodolomci su svjesni da neće preživjeti te da se suočavaju sa sigurnom smrću, ali se očajnički hvataju za jarbol i dijelove uništenog broda koji tone te se bore za svoje živote.
Centar kompozicije slike je snažan, skoro mističan. Iako je Ajvazovski naslikao ovu sliku u svjetlo-tamnim nijansama, nekoliko zlatnih sunčevih zraka iza debelog sloja tamnih oblaka, osvjetljava scenu s čudnim, spektrom zelenih i ružičastih nijansi, i kao da daje iluzornu nadu da će se ljudi spasiti.
Usprkos tragičnoj prirodi slike Deveti val Ivan Ajvazovski jasno se divi ljepoti mora. Slika ima tople tonove i more na njoj ne izgleda toliko opasno, a boje i igra svjetlosti čine da izgleda prirodno i blistavo. Ovaj zamišljeni kontrast, u kombinaciji s majstorski oslikanim morem, valovima, čak i malim kapljicama vode koji sjaje na suncu pomogli su Ajvazovskom i njegovoj slici da steknu slavu. Danas je legendarni Deveti val izložen u ruskom muzeju u Sankt Peterburgu kao dio stalne zbirke, a često se naziva i „najljepšom slikom u Rusiji”.

## Vanjske poveznice
- Ivan Ajvazovski - Deveti talas